# Louis Jules Bauduin
Pour les articles homonymes, voir Bauduin.
Louis Jules Bauduin est un général de brigade français, commandeur de la Légion d'honneur, né aux Andelys, le 26 février 1819 et mort à Toulouse le 11 décembre 1878.

## Biographie
Il entre à Saint-Cyr en novembre 1837 jusqu'en octobre 1839, sortit dans un des premiers rangs, admis à l'École d'application d'état-major, le 1er janvier 1840, comme sous-lieutenant élève, détaché du 42e de ligne, fut nommé lieutenant d'état-major le 14 janvier 1842.
Il fit son stage d'infanterie au 56e de ligne, dans la province d'Oran, et son stage de cavalerie au 2e de chasseurs d'Afrique dans la même province. Capitaine le 30 août 1841, il participa à l'expédition de l'Oued-Malah ; une seconde fois à l'ordre du général Bugeaud, relatif à la bataille de l'Isly, puis une troisième fois pour les combats des 22, 23 et 24 septembre 1845. Il fut encore signalé pour sa conduite chez les Traras, comme ayant fait le croquis du terrain sous le feu de l'ennemi, pendant les combats livrés les 13 et 14 octobre 1845.
Le 10 avril 1848, pris comme aide de camp par le général Cavaignac, il fit la campagne d'Orient. En 1870, il est chef d'état-major de la 2e division du 5e corps. Il est blessé à la bataille de Sedan.

## Sources
- (fr) Narcisse Faucon, Le Livre d'or de l'Algérie, Challamel et Cie Éditeurs, Librairie algérienne et coloniale, 1889.